# Eugene Delmar
Eugene Delmar (* 12. September 1841 in New York City; † 22. Februar 1909 ebenda) war einer der führenden US-Schachmeister des 19. Jahrhunderts.

## Schachkarriere
Delmar war viermaliger Meister des Bundesstaates New York (1890, 1891, 1895 und 1897). Er spielte 1879 einen Wettkampf in New York mit acht Partien gegen Samuel Loyd und siegte 6:2 (+5 =2 −1). Bei dem fünften USA-Kongress 1880 war er Sechster von 10 Spielern mit 9,5 Punkten aus 18 Partien. Erneut in New York spielte er 1888 einen Wettkampf mit acht Partien gegen Samuel Lipschütz und siegte 5:3 (+5 =0 −3). Beim sechsten USA-Kongress 1889 war er Neunter aus 20 Spielern mit 18 Punkten aus 38 Partien. Beim Revanchewettkampf in New York 1890 unterlag er in dreizehn Partien gegen Samuel Lipschütz 4,5:8,5 (+3 =3 −7). Ganz klar verlor er in Skaneateles 1892 einen Wettkampf gegen Albert Hodges, alle fünf Partien verlor er. Nicht viel besser spielte er beim Turnier in Manhattan 1893: Er war Letzter von zehn Spielern mit 2,5 Punkten aus neun Partien. Beim Turnier in New York 1893, wo Emanuel Lasker mit 13 Punkten aus 13 Partien siegte, war er immerhin geteilter 3.–5. (nach Feinwertung Fünfter) mit 8 Punkten aus 13 Partien. Knapp verlor er in New York 1893 einen Wettkampf gegen Carl August Walbrodt mit 5:6 (+4 =2 −5). Beim Turnier in New York 1894, bei dem William Steinitz siegte, war er auf dem 5.–6. Platz (nach Feinwertung Sechster) mit 5 Punkten aus 10 Partien. Deutlich verlor er in New York 1894 einen Wettkampf gegen Adolf Albin mit 2:5 (+2 =0 −5). Bei einem sehr stark besetzten Turnier in Cambridge Springs 1904 wurde er Letzter von sechzehn Spielern mit 4,5 Punkten aus 15 Partien.
Mit seiner besten historischen Elo-Zahl von 2658 lag er im Juli 1886 auf dem sechsten Platz der Weltrangliste.